# Lithops naureeniae
Lithops naureeniae är en isörtsväxtart som beskrevs av Desmond Thorne Cole.
Lithops naureeniae ingår i släktet Lithops och familjen isörtsväxter. Inga underarter finns listade i Catalogue of Life.